# 菲利普·梅克塞斯
菲利普·梅克塞斯（法語：Philippe Mexès，發音：[filip mɛksɛs]；1982年3月30日—），是一名法國足球運動員，司職後防中堅，曾效力於意甲豪门AC米兰。
這名後衛出身於法甲球會圖盧茲，十六歲加盟法甲的歐塞爾。當時他已備受多家國內和海外球會斟介，結果到2004年便轉投意甲的羅馬，在一兩年之内便成為球會後防的核心。
麥薩斯曾入選法國青年軍，並早在2002年便晉升為大國腳。但卻在2006年及2010年沒有入選國家隊出戰世界杯，在2012年歐洲國家盃才成為法國正選中堅。

## 外部連結
- 足球数据库：麥薩斯的球员统计数据
- 麥薩斯職業數據